# برايان فال
برايان فال (بالإنجليزية: Brian Fall)‏ هو دبلوماسي بريطاني، ولد في 13 ديسمبر 1937.